# Otto Reutter
Otto Reutter (Gardelegen,  Alemania; 24 de abril de 1870-Düsseldorf, Alemania; 3 de marzo de 1931) fue un comediante, cupletista y cantante alemán.

## Biografía
Su verdadero nombre era Friedrich Otto August Pfützenreuter, y nació en Gardelegen, Alemania, en el seno de una familia católica de escasos recursos. Tras estudiar en una escuela católica de Gardelegen, aprendió a trabajar como ayudante de un vendedor. Tras el aprendizaje fue a Berlín, donde trabajó en el teatro como comediante. Posteriormente fue a Karlsruhe, donde formó parte de un grupo de cantantes y artistas de taberna.
En 1895 actuó por vez primera como «humorista de salón», probablemente en Berna, Suiza, llegando su gran oportunidad al siguiente año. Fue notable la habilidad de Reutter para componer letras originales y divertidas de manera continuada, componiendo un personaje lleno de ironía e ingenio. Tras una exitosa actuación en el Teatro Wintergarten de Berlín, Reutter fue aclamado como una celebridad, siendo considerado en las siguientes décadas como uno de los primeros artistas de la escena alemana.

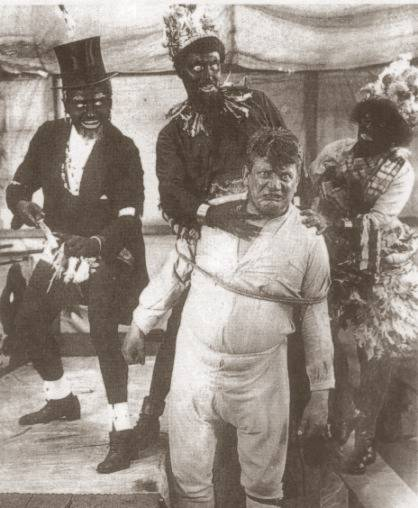
Escena de un filme de Otto Reutter de 1912

En los años 1920 Reutter escribió muchas de las canciones por las que hoy en día es todavía conocido, canciones que han sido interpretadas por muchos artistas alemanes bien conocidos, como Peter Frankenfeld, Robert Kreis, Markus Schimpp o Meigl Hoffmann. Entre sus composiciones, Reutter escribió más de mil cuplés, un tipo de canción de cabaret.

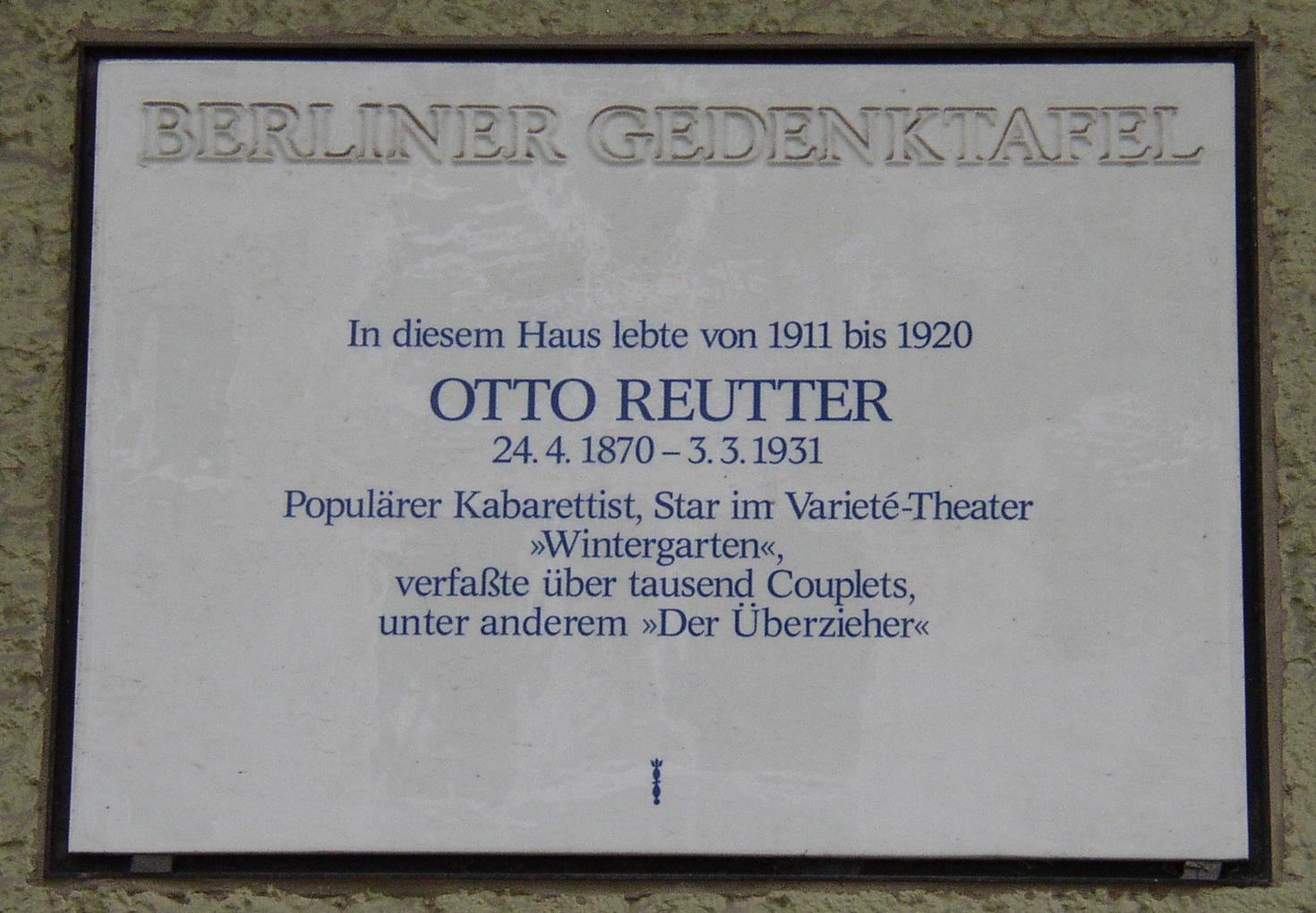
Placa memorial en Berlin-Wilmersdorf

Estresado, y habiendo sufrido algunos reveses personales, Reutter quería retirarse en 1919 como millonario, tras una exitosa carrera artística de treinta años. Él había invertido su fortuna en su casa en Gardelegen, así como en bonos de guerra. Tras el final de la Primera Guerra Mundial, y con la sacudida de la hiperinflación alemana, Reutter perdió Buena parte de su riqueza, y hubo de continuar trabajando en varios pequeños teatros.
Por lo tanto, a partir de esos años empezó a aparecer su «trabajo maduro»: canciones que se caracterizaban por su humor y melancolía, que no solo preveían cambios sociales, sino que daban confort a los oyentes en tiempos de grandes sacrificios, y que se adaptaban al gusto de los tiempos y a los sucesos del momento.
Enfermo y exhaust, Otto Reutter falleció durante una actuación en Düsseldorf, Alemania, en 1931. Fue enterrado en Gardelegen.

## Selección de sus interpretaciones
- Ach wie fein (wird's in 100 Jahren sein)  (hacia 1900)
- Alles wegn de Leut (1926)
- Berlin is ja so große (1913)
- Der gewissenhafte Maurer (1920)
- Der Überzieher (1925)
- In fünfzig Jahren ist alles vorbei (1920)
- Wir fang'n noch mal von vorne an (1925)
- Das ist so einfach, und man denkt nicht dran (1925)
- Nehm se 'n Alten (1926)
- Mir hab'ne se als jeheilt entlassen (1928)
- Und dadurch gleicht sich alles wieder aus (1928)
- Es geht vorwärts! (1920; 1930)
- Ein Sachse ist immer dabei! (1930)
- Und so kommen wir aus der Freude gar nicht raus (1930)

## Filmografía
- 1912: Otto Reutter will Schauspieler werden
- 1914: Otto heiratet
- 1915: Otto als Dienstmann
- 1927: Frühere Verhältnisse

## Selección de su discografía
- Otto Reutter – Der König der Kleinkunst – 2005 Membran Music Ltd., ISBN 3-86562-235-6 y ISBN 3-86562-236-4.
- Otto Reutter – Langspielplatte AMIGA /VEB Deutsche Schallplatten Berlin DDR 1971 (AMIGA-Seriennummer 8 40 088)